# Return to Pooh Corner
Return to Pooh Corner è l'ottavo album in studio da solista del musicista statunitense Kenny Loggins, pubblicato nel 1994.

## Tracce
1. All the Pretty Little Ponies (featuring David Crosby and Graham Nash) (Trad. arr: Loggins, David Pack) – 3:59
2. Neverland Medley (With Patti Austin, introduction by Gene Wilder "Reprising" his role of Willy Wonka) – 7:08
  1. Pure Imagination (Leslie Bricusse, Anthony Newley)
  2. Somewhere Out There (Cynthia Weil, James Horner, Barry Mann)
  3. Never Never Land (Comden and Green, Styne)
3. Return to Pooh Corner (Loggins) – 4:14
4. Rainbow Connection (Paul Williams, Kenneth Ascher) – 3:46
5. St. Judy's Comet (Paul Simon) – 5:08
6. The Last Unicorn (Jimmy Webb) – 3:27
7. Cody's Song (Loggins) – 4:36
8. The Horses (Rickie Lee Jones, Walter Becker) – 5:19
9. Love (John Lennon) – 5:05
10. To-Ra-Loo-Ra (Trad. arr: Loggins, L. Grean) – 4:44